# Al-Yazuri
Abu Muhammad al-Hassan ibn Ali ibn Abdarrahman al-Yazuri (arabisch أبو محمد الحسن بن علي بن عبد الرحمن اليازوري, DMG Abū Muḥammad al-Ḥasan b. ʿAlī b. ʿAbd ar-Raḥman al-Yāzūrī; † 18. März 1058) war ein Wesir des Fatimiden-Kalifen al-Mustansir im 11. Jahrhundert.

## Leben
Al-Yazuri entstammte einer sunnitischen Richterfamilie der hanafitischen Rechtschule aus der palästinensischen Ortschaft Yazur bei ar-Ramla. Er folgte hier dem Vater und einem älteren Bruder im Amt des Dorfrichters nach, bis er vom fatimidischen Statthalter seines Postens enthoben wurde. Um seine Wiedereinsetzung zu betreiben, war er eigens nach Kairo gezogen, um sich dort der Unterstützung des Oberrichters al-Qasim zu versichern. Nachdem der ihm aber keine Audienz gewährte und auch den Zutritt zu den ismailitischen Lehrsitzungen verweigerte, suchte al-Yazuri durch Geschenke die Gunst der Höflinge und Minister zu gewinnen. Als er sich so den Anschluss an die Gefolgschaft eines sudanesischen Offiziers hatte erkaufen können, war er durch dessen Vermittlung in den Vertrautenkreis der Kalifenmutter Rasad aufgestiegen, die ihn Anfang 1048 zum Verwalter ihrer persönlichen Behörde (dīwan wālidat al-ḫalīfa) machte. In dieser Stellung war er zum Rivalen des amtierenden Wesirs al-Dschardscharai dem Jüngeren um den Einfluss auf den jungen Kalifen geworden. Der Wesir suchte ihn durch eine Intrige zu neutralisieren, indem er den Kalifen zur Entlassung des al-Qasim und der Ernennung seines Intimfeindes zum neuen Oberrichter überreden konnte, womit al-Yazuri im Juni 1049 aus dem Palast und damit aus der Umgebung des Kalifen wegbefördert wurde. So war er, der bis dahin nur über die Erfahrungen eines Dorfrichters verfügte, in das höchste Richteramt (qāḍī l-quḍāt) des Kalifats aufgestiegen, das zudem noch ex officio mit dem des Chefmissionars (dāʿī d-duʿāt) der ismailitischen Mission verbunden war. Letzteres war üblicherweise mit einem gläubigen Ismailiten zu besetzen sobald ein Sunnit als Oberrichter waltete, doch zur Verlegenheit des al-Yazuri wurde ihm auch in dieses Amt aufgebürdet, wodurch er als Sunnit in die Situation versetzt war, an den von ihm zu leitenden Lehrsitzungen der ismailitischen Schia nicht in Person teilnehmen zu können, da nur eingeschworene Gläubige Zutritt zu diesen hatten. So beschränkte er sich nur pro forma auf die Amtsführung als Chefmissionar, die er tatsächlich in die Hände von ismailitischen Stellvertretern legte. 
Ungeachtet seiner Ausbootung am Hof hatte al-Yazuri seine Vertrauensposition gegenüber der Kalifenmutter waren können, die im März 1050 für den Sturz des jüngeren al-Dschardscharai sorgte. Und nachdem dessen Nachfolger nach nur wenigen Wochen das Amt freiwillig wieder aufgab, wurde al-Yazuri auf Betreiben der Rasad am 1. Juni desselben Jahres zum Wesir und damit zum eigentlichen Regenten des Kalifats befördert, da Kalif al-Mustansir zeit seines Lebens handlungsunfähig blieb. Als erster Wesir vereinte al-Yazuri die drei bedeutendsten zivilen Staatsämter des Kalifats in einer Person, was ihm zu einer bis dahin nicht gekannten Machtfülle verhalf.
Zu den ersten von al-Yazuri getroffenen Maßnahmen zählte die Erteilung eines Freibriefes für die in Ägypten nomadisierenden Beduinenstämme der Banu Hilal und Banu Sulaim zur Eroberung von Afrika (Ifrīqiya), wo sich schon 1049 die Statthalterdynastie der Ziriden unter al-Muizz az-Ziri von der Oberhoheit der Fatimiden losgesagt und sich unter die der Abbasiden gestellt hatte. Bis 1057 konnten die Beduinen mit der Einnahme von Kairouan die Provinz auch weitgehend erobern und die abtrünnigen Ziriden auf wenige Festungen an der Mittelmeerküste verdrängen, dennoch war dem Kalifat diese Provinz faktisch verloren gegangen, da auch die Beduinen sich nicht an die Weisungen aus Kairo gebunden fühlten. Die nachhaltigste Folge dieser Eroberung war der erst mit ihr angestoßene Prozess der Arabisierung eines großen Teils des ursprünglich berberischen „Westens“ (al-maġrib), besonders der heutigen Staaten von Tunesien und Algerien.
Das Hauptaugenmerk der Regentschaft al-Yazuris lag allerdings auf der im Ost aufziehenden Bedrohung durch die Westwanderung türkischer Volksgruppen unter der Führung der Seldschuken. In den durch sie ausgelösten Umwälzungen erkannte er die Chance zur Vereinigung der arabisch-muslimischen Welt (umma) unter dem weißen Banner der Fatimiden, durch deren Machtübernahme in Bagdad bei gleichzeitiger Beseitigung ihrer alten Konkurrenten der Abbasiden, die seit 1055 unter dem Schutz der Seldschuken standen. Um deren wachsender Macht zu begegnen, hielt al-Yazuri an der traditionellen Allianz mit dem byzantinischen Reich fest, die durch das Verhandlungsgeschick seines Gesandten in Konstantinopel, Muhammad al-Qudai (gest. 1062), am Leben gehalten werden konnte. Als militärisches Werkzeug bot sich ihm ausgerechnet der türkische Renegat Arslan al-Basasiri an, zu dem al-Yazuri im Frühjahr 1056 über seinen Mittelsmann al-Muayyad asch-Schirazi (gest. 1078) Kontakt aufnahm. Von Kairo finanziert und ausgerüstet, stellte al-Basasiri in der Dschazira ein Heer aus anderen türkischen Freischärlern und arabischen Beduinen auf, mit dem er die Konfrontation mit den Seldschuken aufnehmen und ihnen bei Sindschar am 9. Januar 1057 eine erste Niederlage beibringen konnte. Dieser Erfolg und die auf ihn gefolgte Einnahme der größten Städte des Irak mit Ausnahme von Bagdad wurde noch im selben Jahr durch das Bestechungsgeld des Seldschuken-Sultans zunichtegemacht, der damit die Beduinenclans zum Abfall von der fatimidischen Sache bewegen und al-Basasiri somit zu einem Rückzug aus dem Irak nötigen konnte.
Der Rückschlag im Irak führte zum schnellen Sturz al-Yazuris in Kairo, der am 28. Februar 1058 in einem Staatsstreich durch eigene Vertrauensleute verhaftet und aller Ämter enthoben wurde. Von ihnen wurde er des Hochverrats gegen den Kalifen beschuldigt, indem man ihm eine geheime Konspiration mit den Seldschuken anlastete, was aber wohl auf haltlosen Vorwürfen basierte. Am 18. März 1058 wurde er angeblich ohne dem Wissen des handlungsunfähigen Kalifen auf der Gefängnisinsel Tinnīs im Manzala-See exekutiert.